# Krizna enota (TV-serija)
Krizna enota (izvirno Flashpoint) je ameriško-kanadska akcijska drama, ki sta jo premierno prikazala CTV in CBS 11. julija 2008.
Serija, ki nas seznani z divjim, nevarnim in ekstremnih čustev polnim delom skupine policistov, vključenih v Strateško enoto za posredovanja. Člani te visoko usposobljene enote so izurjeni v pogajanjih, v profiliranju in prodiranju v bolne ume kriminalcev, kar jim omogoča, da razrešijo zapletene položaje in rešujejo življenja ljudi.

## Sezone
| Sezone   | Epizode | Prvič predvajano na CTV/CBS           | Prvič predvajano na TV3               |
| -------- | ------- | ------------------------------------- | ------------------------------------- |
| 1.sezona | 13      | 7. september 2008 - 23. november 2008 | 3. november 2010 - 19. november 2010  |
| 2.sezona | 18      | 27. februar 2009 - 20. november 2009  | 22. november 2010 - 21. december 2010 |
| 3.sezona | 13      | 16. julij 2010 - danes                |                                       |

### Prva sezona
Strateška enota visoko izurjenih agentov, elitnih pogajalcev in ostrostrelcev ima za nalogo reševati talce, zaustaviti tolpe, razstaviti bombe,... Med drugimi se bodo v prvi sezoni srečali z: obupani očetom, ki ugrabi celotno osebje bolnišnice in jih zadržuje kot talce, saj upa, da bo s tem svoji hčerkici, ki nujno potrebuje presaditev nadomestnega srca, omogočil preživetje; motenim moškim, ki je pred tem že ubil svojo ženo, zdaj pa ima kot talca v rokah še neko drugo žensko; ugrabljeno punco, ki je ujeta v hiši, ugrabitelj pa je, tudi pred nekaj leti ugrabljen mladoletnik; njihovim nekdanjim sodelavecm, ki se je zakleni v prostorih njihove enote in grozi s samomorom;...

### Druga sezona
V drugi sezoni se člani Strateške enote spopadejo z: ugrabitvijo staršev, lastnega otroka, ki so ga nekoč oddali na posvojitev; varovanjem serijskega morilca, med vrnitvijo v Kanado; ugrabitvijo politika s strani neuravnovešenega radijskega voditelja; grožnjami bomb po mestu; strelcu v zgodovinski areni; študentu, ki se v šoli želi maščevati nasilnežem; vlomom v hišo bogatih lastnikov, iz katere morajo rešiti 4 talce, med katerimi sta 2 otroka;...

### Tretja sezona
/

## Glavni igralci
- Enrico Colantoni - Gregory "Greg" Parker (vodja enote, pogajalec)
- Hugh Dillon - Ed Lane (veteran, taktični vodja na terenu)
- Amy Jo Johnson - Julianna "Jules" Callaghan (nekdanja gorska policistka)
- David Paetkau - Sam Braddock (nekdanji specialec)
- Sergio Di Zio - Michaelangelo "Spike" Scarlatti (tehnični strokovnjak)
- Michael Cram - Kevin "Wordy" Wordsworth
- Mark Taylor - Lewis "Lou" Young (strokovnjak za orožja)
- Ruth Marshall - Doctor Amanda Luria (psihologinja)
- Olunike Adeliyi - Leah Kerns (nekdanja gasilka)

## Nagrade in priznanja
- 2009 Nagrada DGC Craft (naj dramska serija)
- 2009 Nagrada Gemini (Tatiana Maslany-naj igralka,kot gostja v dramski seriji)
- 2010 Nagrada ACTRA Toronto (Kathleen Munroe-naj igralske sposobnosti)